# Baray (Tanzania)
Baray è una circoscrizione rurale (rural ward) della Tanzania situata nel distretto di Karatu, regione di Arusha. Conta una popolazione di 23 554 abitanti (censimento 2012).